# فهیمه راستکار
فهیمه راستکار (زاده اسفند ۱۳۱۲، تهران – درگذشته ۲ آذر ۱۳۹۱، تهران) صداپیشه و بازیگر پیشکسوت عرصه دوبلاژ، تئاتر، رادیو، سینما و تلویزیون اهل ایران بود.

## زندگی
فهیمه راستکار در ۲۹ اسفند ۱۳۱۲ در تهران زاده شد. او فارغ‌التحصیل «هنرستان هنرپیشگی» (به سرپرستی مهدی نامدار) بود و در پی آن در گروه‌های مستقل ماننده گروه تئاتری شاهین سرکیسیان کار خود را ادامه داد. علی نصیریان، بیژن مفید، عباس جوانمرد، صدرالدین الهی، رفعت هاشم‌پور، جعفر والی، جمشید لایق، فریدون ثقفی، پرویز بهرام و هوشنگ لطیف‌پور از هم دوره‌ای‌های او در هنرستان هنرپیشگی بودند. سپس در رشتهٔ زبان فرانسه دانشگاه تهران به ادامه تحصیل پرداخت اما آن را نیمه تمام رها کرد. بازی در تئاتر را با نمایش باغ وحش شیشه‌ای اثر تنسی ویلیامز به کارگردانی سنک دیویدسن در انجمن ایران و آمریکا و نیز فعالیت در دوبله را از سال ۱۳۳۵ به دعوت هوشنگ لطیف‌پور آغاز کرد و اولین نقشی که حرف زد، به‌جای ایرنه پاپاس در فیلم «تئودورا» به سرپرستی ابوالقاسم رضایی در استودیو ایران فیلم (خانه سینمای ایران فعلی) بود. سپس در همان استودیو در نسخهٔ روسی «اُتِللو» به سرپرستی هوشنگ لطیف‌پور، به نقش دزدمونا (با بازی ایرینا اسکوبتسه‌وا) گویندگی کرد که دوبلهٔ این فیلم از کیفیت بسیار خوبی برخوردار بود و مورد توجه قرار گرفت. در سال ۱۳۳۶ به دعوت آلکس آقابابیان، همراه با منوچهر زمانی، ناهید بوستانی و محمدرضا زندی، برای دوبله به فارسی فیلم‌ها به ایتالیا عزیمت کرد و به مدت چهار سال در آن کشور به دوبلاژ مشغول شد. بعد از بازگشت به ایران، به فعالیت‌اش در عرصهٔ دوبله ادامه داد و در دهه چهل خورشیدی، نقش‌گویی مهم بسیاری از فیلم‌ها را بر عهده داشت و همچنان به بازی در تئاتر نیز ادامه داد. صدای او به‌جای کاترین هپبورن در «شیر در زمستان»، اینگرید برگمن در «آیا برامس را دوست دارید؟»، ملینا مرکوری در «یکشنبه‌ها هرگز»، آوا گاردنر در «کنتس پابرهنه»، جنت لی در «روانی»، سوفیا لورن در «زیبای میلیونر»، هتی مک‌دانیل (در نقش دایهٔ سیاهپوست) در «بر باد رفته»، اینگرید تولین در «توت‌فرنگی‌های وحشی»، مارتا اسکات در «بن هور»، ایران دفتری در «قیصر» و نصرت پرتوی در «گوزنها» از به‌یادماندنی‌ترین کارهای او در عرصهٔ دوبله است. «سفر دراز روز در شب»، «مرد دوم»، «آنتیگونه»، «ترس و نکبت رایش سوم»، «انسان، حیوان و تقوا»، «خانه برناردا آلبا»، «اورگاست»، «رؤیا»، «پرواربندان»، «وای بر مغلوب» و… از جمله نمایش‌هایی است که او نقش آفرینی کرده است. سال ۱۳۵۱ در مراسم افتتاحیهٔ «تئاتر شهر» که نمایش باغ آلبالو اثر آنتون چخوف و به کارگردانی آربی اوانسیان روی صحنه رفت، راستکار یکی از بازیگران آن بود. همچنین بازیگری در سینما را از سال ۱۳۵۲ با فیلم «مغول‌ها» به کارگردانی پرویز کیمیاوی آغاز کرد؛ اما تا بعد از انقلاب در فیلم دیگری بازی نکرد و ترجیح داد فعالیت اصلی‌اش را در دوبله و تئاتر متمرکز کند.
نجف دریابندری، مترجم پیشکسوت، همسر او بود و در برخی آثار مانند «کتاب مستطاب آشپزی» با هم همکاری داشته‌اند.

از دوبله‌های شاخص او در سال‌های پس از انقلاب ایران می‌توان به نقش‌های اوشین کهنسال در سریال «سال‌های دور از خانه» و خانم مارپل در سریال «خانم مارپل» اشاره کرد که با استقبال مخاطبین مواجه شد.
فهیمه راستکار پنجشنبه دوم آذر ۱۳۹۱ پس از گذراندن یک دوره بیماری طولانی آلزایمر، در ۷۸ سالگی در منزل شخصی‌اش درگذشت و پیکرش جمعه سوم آذرماه در بهشت سکینه کرج به خاک سپرده شد.

## فیلم‌شناسی

### سینمایی(بازیگر)
| فیلم                 | سال  |
| -------------------- | ---- |
| شیرین                | ۱۳۸۷ |
| گیس بریده            | ۱۳۸۵ |
| پابرهنه در بهشت      | ۱۳۸۴ |
| ستاره‌ها ۳: ستاره بود | ۱۳۸۴ |
| رازها                | ۱۳۸۳ |
| دختری به نام تندر    | ۱۳۷۹ |
| روانی                | ۱۳۷۶ |
| زن شرقی              | ۱۳۷۶ |
| الو الو من جوجوام    | ۱۳۷۳ |
| مرغ و همسایه         | ۱۳۷۰ |
| عشق و مرگ            | ۱۳۶۹ |
| جهیزیه‌ای برای رباب   | ۱۳۶۶ |
| محموله               | ۱۳۶۶ |
| ترنج                 | ۱۳۶۵ |
| شیر سنگی             | ۱۳۶۵ |
| خط پایان             | ۱۳۶۴ |
| آقای هیروگلیف        | ۱۳۵۹ |
| مغولها               | ۱۳۵۲ |

### مجموعه تلویزیونی(بازیگر)
| فیلم                         | سال       |
| ---------------------------- | --------- |
| این راهش نیست                | ۱۳۸۲      |
| کارآگاه شمسی و دستیارش مادام | ۱۳۸۰      |
| معجزه ازدواج                 | ۱۳۸۰      |
| سوپ قارچ (تله‌تئاتر)          | ۱۳۷۸      |
| پردهٔ عجایب (تله‌تئاتر)        | ۱۳۷۷      |
| تهران ۱۱- ۵۹۵ ج ۴۸           | ۱۳۷۶–۱۳۷۵ |
| غبار نور                     | ۱۳۷۵      |
| بی‌بی‌یون                      | ۱۳۷۴      |
| کمند خاطرات                  | ۱۳۶۹      |
| ماه‌پنهان است (تله‌تئاتر)      | ۱۳۶۲      |

## گویندگی
فیلم‌های خارجی:
| بازیگران | فیلم‌ها |
| --- | --- |
| سوفیا لورن | «طلای ناپل» (۱۹۵۵) «افسانهٔ گمشدگان» (۱۹۵۷ - دوبله دوم) «غرور و شهوت» (۱۹۵۷) «دو زن» (۱۹۶۰ - دوبله اول) «زیبای میلیونر» (۱۹۶۰) «پنج مایل مانده به نیمه‌شب» (۱۹۶۲) |
| اوا گاردنر | «کنتس پابرهنه» (۱۹۵۴) «در ساحل» (۱۹۵۹) «مایای برهنه» (۱۹۵۹) «گذرگاه کاساندرا» (۱۹۷۶ - دوبله دوم)                                                                |
| ملینا مرکوری | «یکشنبه‌ها هرگز» (۱۹۶۰) «فدرا» (۱۹۶۲) «۱۰:۳۰ بعدازظهر تابستان» (۱۹۶۶) «میعاد در سپیده‌دم» (۱۹۷۰)                                                                  |
| سیمون سینیوره | «شیطان‌صفتان» (۱۹۵۵) «ارتش سایه‌ها» (۱۹۶۹) «بیوهٔ کودرک» (۱۹۷۱ - در ایران: صبح روز حادثه) «پلیس پیتون ۳۵۷» (۱۹۷۶ - دوبله اول)                                      |
| تلما ریتر | «پنجرهٔ عقبی» (۱۹۵۴ - دوبله دوم) «پرنده‌باز آلکاتراز» (۱۹۶۲ - دوبله دوم) «بوئینگ بوئینگ» (۱۹۶۵)                                                                   |
| کاترین هپبورن | «دندهٔ آدم» (۱۹۴۹) «ناگهان تابستان گذشته» (۱۹۵۹ - دوبله دوم) «شیر در زمستان» (۱۹۶۸)                                                                              |
| مورین اوهارا | «ریو گرانده» (۱۹۵۰) «مرد آرام» (۱۹۵۲ - دوبله اول) «مک‌لین‌تاک!» (۱۹۶۳)                                                                                            |
| لورن باکال | «بربادنوشته» (۱۹۵۶) «قتل در قطار سریع‌السیر شرق» (۱۹۷۴ - دوبله دوم) «تولد» (۲۰۰۴)                                                                                |
| اینگرید تولین | «توت‌فرنگی‌های وحشی» (۱۹۵۷) «نور زمستانی» (۱۹۶۳) «گذرگاه کاساندرا» (۱۹۷۶ - دوبله اول)                                                                             |
| مارلنه دیتریش | «شاهدی برای تعقیب کیفری» (۱۹۵۷ - دوبله اول) «نشانی از شر» (۱۹۵۸ - دوبله دوم)                                                                                    |
| بتی دیویس | «خوارز» (۱۹۳۹) «قربانی سوخته» (۱۹۷۶) |
| مارتا اسکات | «ده فرمان» (۱۹۵۶ - دوبله اول) «بن هور» (۱۹۵۹) |
| اینگرید برگمن | «دوباره خداحافظ» (۱۹۶۱ - در ایران: آیا برامس را دوست دارید؟) «سونات پاییزی» (۱۹۷۸)                                                                              |
| دوروتی مک‌گوایر | «قابل توجه آقای پنی‌پکر» (۱۹۵۹ - در ایران: مرد دو زنه) «گناه سوزان اسلید» (۱۹۶۱)                                                                                 |
| لی‌لا کدرووا | «پرده‌پاره» (۱۹۶۶) «پنه‌لوپه» (۱۹۶۶) |
| کتی جورادو | «ماجرای نیمروز» (۱۹۵۲ - دوبله اول) «کمانداران» (۱۹۵۳) |
| ویرنا لیزی | «چگونه زن خود را بکشیم» (۱۹۶۵) «حمله به کشتی کوئین مری» (۱۹۶۶)                                                                                                  |
| کتی بیتس | «سنجاقک» (۲۰۰۲) «پل سن لوئیس ری» (۲۰۰۴) |
| لرتا یانگ | «جنگ‌های صلیبی» (۱۹۳۵) |
| ادنا می اولیور | «رومئو و ژولیت» (۱۹۳۶) |
| دیتا پارلو | «توهم بزرگ» (۱۹۳۷) |
| هتی مک‌دنیل | «بربادرفته» (۱۹۳۹ - دوبله دوم) |
| الیزابت پترسون | «جادهٔ تنباکو» (۱۹۴۱) |
| کتینا پاکسینو | «زنگ‌ها برای که به صدا در می‌آیند» (۱۹۴۳ - دوبله دوم) |
| | «تصویر دوریان گری» (۱۹۴۵) |
| آنا مانیانی | «رم، شهر بی‌دفاع» (۱۹۴۵ - دوبله اول) |
| | «طلسم‌شده» (۱۹۴۵) |
| اتل باریمور | «تصویر جنی» (۱۹۴۹ - دوبله دوم) |
| ادل مارا | «شن‌های آیو جیما» (۱۹۴۹) |
| هیتر انجل (صداپیشه) در نقش خانم دارلینگ | انیمیشن «پیتر پن» (۱۹۵۳ - دوبله اول) |
| گریر گارسون | «ژولیوس سزار» (۱۹۵۳) |
| جین آرتور | «شین» (۱۹۵۳ - دوبله اول) |
| جرالدین پیج | «هوندو» (۱۹۵۳) |
| سیلوانا مانگانو | «اولیس» (۱۹۵۴ - دوبله اول) |
| ایرنه پاپاس | «تئودورا، ملکه زرخرید» (۱۹۵۴ - در ایران: ملکه تئودورا) |
| جولیتا ماسینا | «جاده» (۱۹۵۴ - دوبله اول) |
| سوزان هیوارد | «دیمتریوس و گلادیاتورها» (۱۹۵۴) |
| بولا بوندی | «رد گربه» (۱۹۵۴) |
| | «یک روز در کلانتری» (۱۹۵۴) |
| ایوون سانسون | «آسیبان عشوه‌گر» (۱۹۵۵ - دوبله دوم) |
| ایرینا اسکوبتسوا | «اُتِلو» (۱۹۵۵ - دوبله اول) |
| کتی جانسون | «قاتلین پیرزن» (۱۹۵۵) |
| شلی وینترز | «مامبو» (۱۹۵۵) |
| آلین مک‌ماهون | «مردی از لارامی» (۱۹۵۵) |
| لیندا دارنل | «حادثهٔ داکوتا» (۱۹۵۶) |
| دانا رید | «خون‌بها!» (۱۹۵۶ - در ایران: گروگان) |
| آن بکستر | «ده فرمان» (۱۹۵۶ - دوبله اول) |
| ویکتوریا شاو | «سرگذشت ادی دوچین» (۱۹۵۶) |
| لوئیزا دلا نوکه | «لوکوموتیوران» (۱۹۵۶ - دوبله اول) |
| جن استرلینگ | «هرچه سخت‌تر زمین‌می‌خورند» (۱۹۵۶) |
| جینا لولوبریجیدا | «آنا از بروکلین» (۱۹۵۸) |
| شرلی بوت | «دلال ازدواج» (۱۹۵۸) |
| ماریسا آلاسیو | «شب‌های ونیز» (۱۹۵۸) |
| ایلن وی | «وایکینگ‌ها» (۱۹۵۸ - دوبله دوم) |
| نورین ناش | «یکه‌سوار و افسانهٔ شهر طلایی» (۱۹۵۸) |
| مریلین مونرو | «بعضی‌ها داغشو دوست دارن» (۱۹۵۹) |
| گاستی هوبر | «خاطرات آنه فرانک» (۱۹۵۹) |
| | «شاهدی در شهر» (۱۹۵۹) |
| مارته مرکادی‌یر آوه نینچی | «عروسی ونیزی» (۱۹۵۹) |
| ادی آدامز فرانسیس وینترابلکس | «آپارتمان» (۱۹۶۰) |
| لیندا کریستال | «آلامو» (۱۹۶۰) |
| ژاکلین اوانس | «آوازخوان نه آواز» (۱۹۶۰) |
| اوا ماری سنت | «اکسدوس» (۱۹۶۰) |
| جنت لی همچنین صدای مادر نورمن بیتس | «روانی» (۱۹۶۰ - در ایران: روح) |
| میلن دمونژو | «زیر دَه پرچم» (۱۹۶۰) |
| | «همهٔ آدم‌خواران خوب جوان» (۱۹۶۰ - در ایران: گرگ‌های جوان) |
| کاتلین فریمن آیریس آدرین | «خونه‌شاگرد» (۱۹۶۱) |
| روث مک‌دویت لیندا واتکینز | «دام والدین» (۱۹۶۱) |
| لورا سولاری | «رومولو و رمو» (۱۹۶۱) |
| باربارا لونا | «شیطان در ساعت ۴» (۱۹۶۱ - دوبله اول) |
| هلن ترابل | «محبوب زن‌ها» (۱۹۶۱) |
| دایانا دورس | «نقشهٔ ۴۰۲» (۱۹۶۱) |
| آنجلا لنزبری | «هاوایی آبی» (۱۹۶۱) |
| لی‌لی پالمر | «جاسوس دوجانبه» (۱۹۶۲) |
| یونیس گیسون | «دکتر نو» (۱۹۶۲) |
| جنیفر جین | «سر بزنگاه» (۱۹۶۲ - دوبله اول) |
| ما کوئستل | «سلام بر اسکناس» (۱۹۶۲) |
| فرانسواز پره‌وو | «گوشه‌نشینان آلتونا» (۱۹۶۲) |
| | «مردی که لیبرتی والانس را کشت» (۱۹۶۲ - دوبله دوم) |
| السا مارتینلی | «هاتاری!» (۱۹۶۲) |
| هوپ هالیدی | «ایرما خوشگله» (۱۹۶۳ - دوبله اول) |
| جسیکا تندی | «پرندگان» (۱۹۶۳) |
| | «پروفسور دیوانه» (۱۹۶۳) |
| | «دیروز، امروز، فردا» (۱۹۶۳) |
| اوا گابور | «نوع جدید عشق» (۱۹۶۳) |
| دایان بیکر | «نُه ساعت به راما» (۱۹۶۳) |
| نینا میرال | «آن مرد از ریو» (۱۹۶۴ - در ایران: ملاقات در ریو) |
| میلدرد داناک | «اسب کهر را بنگر» (۱۹۶۴ - در ایران: گروگان - دوبله اول) |
| اُلیویا دوهاویلند | «بانو در قفس» (۱۹۶۴ - در ایران: زنی در قفس) |
| شیان فیلیپس | «بکت» (۱۹۶۴) |
| دانیل ژوبر | «پرواز از ایشیا» (۱۹۶۴ - در ایران: پرواز عقاب‌ها) |
| ژن مورو | «ترن» (۱۹۶۴ - دوبله دوم) |
| لوئیز لاتام | «مارنی» (۱۹۶۴) |
| دادا گالوتی | «هرکول و گنجینهٔ اینکاها» (۱۹۶۴) |
| دنی ساوال | «بوئینگ بوئینگ» (۱۹۶۵) |
| کاپوسین | «تازه چه خبر پوسی‌کت؟» (۱۹۶۵) |
| لوچانا پالوتزی | «تندربال» (۱۹۶۵ - در ایران: گلولهٔ آتشین) |
| آن سیمور | «سراب» (۱۹۶۵) |
| نیتا تالبوت نورما واردن | «یک خواهش خصوصی» (۱۹۶۵) |
| دبورا کار | «چشم شیطان» (۱۹۶۶) |
| ادیث اشنایدر | «خاطرات کوئیلر» (۱۹۶۶ - در ایران: یادداشت‌های کوئیلر) |
| کنستانس بنت | «مادام ایکس» (۱۹۶۶) |
| ژوزفین هاتچینسون | «نوادا اسمیت» (۱۹۶۶) |
| اتل مرمان | «هنر عشق» (۱۹۶۶) |
| اِسوِتلانا کورکوشکو | «برادران کارامازوف» (۱۹۶۹) |
| کامیلا هورن | «فریب» (۱۹۶۹) |
| آلین آن مک‌لری مج کندی | «مگر آن‌ها به اسب‌ها شلیک نمی‌کنند؟» (۱۹۶۹) |
| | «دایرهٔ سرخ (۱۹۷۰ - دوبله دوم) |
| بیانکا توکافوندی در نقش ایزابلا | مجموعهٔ تلویزیونی «زندگی لئوناردو داوینچی» (۱۹۷۱) - مدیر دوبلاژ                                                                                                  |
| در نقش پیرزن مغازه‌دار | مجموعهٔ تلویزیونی «جنگجویان کوهستان» (۱۹۷۴–۱۹۷۳) |
| بازیگر مهمان | مجموعهٔ تلویزیونی «دِرک» (۱۹۷۴) |
| آلا دمیدوا | «آینه» (۱۹۷۵) |
| دافنه کارول | «سفر سرد» (۱۹۷۵) |
| ماریا چارلز در نقش لوئیز کولبر | مجموعهٔ تلویزیونی «ارتش سری» (۱۹۷۷) |
| گوئن ولگرن در نقش سوفیا | مجموعهٔ تلویزیونی «برادران شیردل» (۱۹۷۷) |
| کری مک‌گوایر در نقش پالی مک‌نامارا | مجموعهٔ تلویزیونی «در برابر باد» (۱۹۷۸) |
| بریژیت هورنی در نقش مادربزرگ کلارا | مجموعهٔ تلویزیونی «هایدی» (۱۹۷۸) |
| گالینا شوستکو | «ابلوموف» (۱۹۸۰) |
| در نقش خواهر ولزاریوس در نقش همسر دوست اسپاروخ‌خان | مجموعهٔ تلویزیونی «آسپاروخ خان» (۱۹۸۱ - در ایران: اِسپاروخان) |
| لیزا هلوویگ | «هری عزیز» (۱۹۸۱) |
| در نقش پیرزن (مهمان) | مجموعهٔ تلویزیونی انیمه‌ای «بل و سباستین» (۱۹۸۲–۱۹۸۱) |
| فرانسواز سنیه در نقش مادام تناردیه | مجموعهٔ تلویزیونی «بینوایان» (۱۹۸۲) |
| | «شب سن لورنزو» (۱۹۸۲) |
| آیلین بریتون | «قلعهٔ مرموز» (۱۹۸۲) |
| در نقش مادربزرگ | مجموعهٔ تلویزیونی انیمه‌ای «بچه‌های کوه آلپ» (۱۹۸۳) |
| نوبوکو اوتاوا در نقش اوشین (۵۰–۸۴ سالگی) | مجموعهٔ تلویزیونی «سال‌های دور از خانه» (۱۹۸۴–۱۹۸۳) |
| جوآن هیکسون در نقش خانم مارپل | مجموعهٔ تلویزیونی «خانم مارپل» (۱۹۸۴) |
| رجینا بیانکی | «کائوس» (۱۹۸۴ - اپیزود گفتگو با مادر) |
| پگی اشکرافت | «گذری به هند» (۱۹۸۴) |
| لوسیل بال | «بالش سنگی» (۱۹۸۵) |
| وندی هیلر در نقش خانم هریس | مجموعهٔ تلویزیونی «آن در گرین گیبلز: دنباله» (۱۹۸۷ - در ایران: رؤیای سبز)                                                                                        |
| آن رمزی | «مامانو از قطار بنداز پایین» (۱۹۸۷) |
| | «مظنون» (۱۹۸۷) |
| رزماری مک‌هیل در نقش خانم بری‌مور | مجموعهٔ تلویزیونی «شرلوک هلمز»، اپیزود «تازی باسکرویل» (۱۹۸۸ - در ایران: شکارچی باسکرویل)                                                                        |
| آن کارتویز در نقش خانم هارمن هلن رایان در نقش خانم پین کارن آرچر در نقش مج دریتور                                                                        | مجموعهٔ تلویزیونی «هنی» (۱۹۸۹–۱۹۸۸ - در ایران: حادثه‌جو) به ترتیب اپیزودهای سفر به اعماق وحشت، شرف انسانی، زنگ‌های شوردریچ به صدا درمی‌آیند                         |
| | «مزرعه» (۱۹۹۰) |
| ویوین بورگس در نقش لیدی کلارک | مجموعهٔ تلویزیونی «پوآرو»، اپیزود «قاتل ای بی سی» (۱۹۹۲) |
| برندا فریکر | «تنها در خانه ۲: گم‌شده در نیویورک» (۱۹۹۲) |
| بونی بارتلت | «دوناتو و دختر» (۱۹۹۳) |
| ویکتوریا تنانت در نقش آنیتا هارگروز اُلیویا نیوتن جان در نقش جوآنا واکر                                                                                   | مجموعهٔ تلویزیونی «رودخانهٔ برفی» (۱۹۹۳) |
| جورجان جانسون در نقش الیزابت کوئین (مادر دکتر مایک) | مجموعهٔ تلویزیونی «پزشک دهکده» (۱۹۹۳ تا ۱۹۹۸) |
| راشل بل خانم نیکولس | مجموعهٔ تلویزیونی «پوآرو»، اپیزود «جادهٔ هیکوری» (۱۹۹۵) |
| ژاکلین بیسه | «تشریفات» (۱۹۹۵) |
| جما جونز | «حس و حساسیت» (۱۹۹۵) |
| آن بنکرافت | «خانه‌ای برای تعطیلات» (۱۹۹۵) |
| | مجموعهٔ تلویزیونی «آزرده‌دل» (۱۹۹۶) |
| پنه‌لوپه آلن | «در جستجوی ریچارد» (۱۹۹۶) |
| رزماری هریس | «هملت» (۱۹۹۶) |
| گلوریا استوارت | «تایتانیک» (۱۹۹۷ - دوبله تلویزیونی) |
| پریا تاندولکار | «راز پنهان» (۱۹۹۷) |
| شینا لارکین در نقش خانم بالز | مجموعهٔ تلویزیونی «امیلی در نیومون» (۱۹۹۸) |
| | «پاییز در نیویورک» (۲۰۰۰) |
| جودی دنچ | «شکلات» (۲۰۰۰) |
| راوی | «ارباب حلقه‌ها: یاران حلقه» (۲۰۰۱) |
| ونسا ردگریو | «جک و لوبیای سحرآمیز» (۲۰۰۱) |
| رنی اشرسون | «دیگران» (۲۰۰۱) |
| دایان ویست | «من سام هستم» (۲۰۰۱) |
| گریس زابریسکی | «کردار زشت» (۲۰۰۲) |
| ایلین اسل | «دوپلکس» (۲۰۰۳) |
| مگی اسمیت | «زنان بنفش‌پوش» (۲۰۰۴) |
| ایرما هال | «قاتلین پیرزن» (۲۰۰۴) |
| جوآن کراوفورد، دوریس دی، نادیا گری، ماریزا مرلینی، الئونورا روسی دراگو، آنیتا اکبرگ، آنی ژیراردو، میلی ویتاله، شری نورث، روزانا اسکیافینو، و بسیاری دیگر | |

فیلم‌ها و مجموعه‌های ایرانی:
- شهلا ریاحی: «میلیونرهای گرسنه» (۱۳۴۶)
- ایرن: «کشتی نوح» (۱۳۴۷)
- ایران دفتری: «قیصر» (۱۳۴۸)
- ایران دفتری: «سکهٔ شانس» (۱۳۴۹)
- فخری خوروش: «طلوع» (۱۳۴۹)
- ایران دفتری: «کلبه‌ای آن‌سوی رودخانه» (۱۳۵۰) کنترل شود
- ایران دفتری: «مردان سحر» (۱۳۵۰)
- نصرت پرتوی: «گوزنها» (۱۳۵۳)
- آنیک شفرازیان: «کلاغ» (۱۳۵۶)
- فخری خوروش: «مترسک» (۱۳۶۲)
- تانیا جوهری: «آوار» (۱۳۶۴)
- مهری مهرنیا: «اتوبوس» (۱۳۶۴)
- مهری ودادیان: «پدربزرگ» (۱۳۶۴)
- فخری خوروش: «بگذار زندگی کنم» (۱۳۶۵)
- شهلا ریاحی: «پرستار شب» (۱۳۶۶)
- روح‌انگیز مهتدی: «خانه‌ای مثل شهر» (۱۳۶۶)
- پروین دولتشاهی: «تحفه‌ها» (۱۳۶۶)
- حمیده خیرآبادی: «سایه‌های غم» (۱۳۶۶)
- شهلا ریاحی: «گل مریم» (۱۳۶۶)
- روح‌انگیز مهتدی: «مکافات» (۱۳۶۶)
- حمیده خیرآبادی: «شب بیست و نهم» (۱۳۶۸)
- سرور رجایی: «آخرین پرواز» (۱۳۶۸)
- حمیده خیرآبادی: «بچه‌های طلاق» (۱۳۶۸)
- مهری ودادیان: «دخترم سحر» (۱۳۶۸)
- آزیتا حاجیان (در نقش عجوزه): «دزد عروسک‌ها» (۱۳۶۸)
- مهین شهابی: «دو سرنوشت» (۱۳۶۸)
- شهلا ریاحی: رانده‌شده» (۱۳۶۸)
- حمیده خیرآبادی: «ریحانه» (۱۳۶۸)
- پری کربلایی: «کاکلی» (۱۳۶۸)
- سرور رجایی: «مرگ پلنگ» (۱۳۶۸)
- شهلا ریاحی: «تیغ آفتاب» (۱۳۶۹)
- اقدس صحت‌بخش: «گروهبان» (۱۳۶۹)
- فاطمه طاهری: «شهر در دست بچه‌ها» (۱۳۷۰)
- حمیده خیرآبادی: «گرگ‌های گرسنه» (۱۳۷۰)
- صدیقه کیانفر: «دلاوران کوچه دلگشا» (۱۳۷۱)
- ملیحه نیکجومند: «شب دهم» (۱۳۷۱)
- ساحره متین: «بلندی‌های صفر» (۱۳۷۲)
- زهره صفوی: «جای امن» (۱۳۷۲)
- مهین شهابی: «شریک زندگی» (۱۳۷۳)
- مهوش وقاری: «گریز از مرگ» (۱۳۷۴)
- زهره صفوی: «خلبان» (۱۳۷۶)
- فرخ‌لقا هوشمند: «زخمی» (۱۳۷۶)
- فرخ‌لقا هوشمند: «کلید ازدواج» (۱۳۷۶)
- صدیقه کیانفر: «جوانی» (۱۳۷۷)
- رداح رجب: «هیام» (۱۳۸۲)
- جمیله شیخی: مجموعهٔ تلویزیونی «پاییز صحرا» (۶۵–۱۳۶۴)
- روح‌انگیز مهتدی: مجموعهٔ تلویزیونی «اُغُر بخیر» (۱۳۶۵)
- ملیحه نصیری: مجموعهٔ تلویزیونی «پیک سحر» (۱۳۶۹)
- فرخ‌لقا هوشمند: مجموعهٔ تلویزیونی «تعطیلات نوروزی» (۷۱–۱۳۷۰)
- جمیله شیخی: مجموعهٔ تلویزیونی «پدرسالار» (۷۴–۱۳۷۲)
- ملیحه نیکجومند و رقیه چهره‌آزاد: مجموعهٔ تلویزیونی «این خانه دور است» (۷۴–۱۳۷۰)
- فخری خوروش: مجموعهٔ تلویزیونی «شیرین و فرهاد» (۱۳۷۴)
- پروین‌دخت یزدانیان: مجموعهٔ تلویزیونی «دبیرستان خضراء» (۷۵–۱۳۷۴)
- پروین نیک‌سرور: مجموعهٔ تلویزیونی «کارآگاه علوی» (۷۵–۱۳۷۴)
- محبوبه مقبلی: مجموعهٔ تلویزیونی «پهلوانان نمی‌میرند» (۷۶–۱۳۷۵)
- مهناز انصاریان: مجموعهٔ تلویزیونی «هفت‌سنگ» (۱۳۷۷)
- فخری خوروش: مجموعهٔ تلویزیونی «مادر» (۱۳۷۸)
- نقش راشل آستروک: مجموعهٔ تلویزیونی «مدار صفر درجه» (۱۳۸۶)
- مجموعهٔ تلویزیونی «علی کوچولو» (۱۳۶۴): راوی داستان
- فیلم «هنرپیشه» ساختهٔ محسن مخملباف (۱۳۷۱): نقش زن رمال (فقط صدا)
- فیلم «شیرین» ساختهٔ عباس کیارستمی (۱۳۸۷): نقش دایه (فقط صدا)[۳][۴][۵][۶][۷]

### نمایش
- «اولین پرواز»، براساس گنجشک کوچولو (نویسنده: ماکسیم گورکی، مترجم و کارگردان: سیروس ابراهیم‌زاده، ناشر: مؤسسه فرهنگی-هنری ماهور) گویندهٔ داستان
- «تُرُب» (نویسنده و کارگردان: بیژن مفید، ناشر: مؤسسه فرهنگی-هنری ماهور) گویندهٔ داستان
- «خاموشی دریا» (نمایشنامهٔ رادیویی، نویسنده: ژان بروله با نام مستعار ورکور، ترجمه: حسن شهید نورایی، کارگردان: بیژن مفید، ناشر: مؤسسه فرهنگی-هنری ماهور) در نقش دختر
- «دُم گربه» (نویسنده: مارسل امه، ترجمه: لیلی گلستان، کارگردان: سیروس ابراهیم‌زاده، ناشر: مؤسسه فرهنگی-هنری ماهور) گویندهٔ داستان
- «شاپرک‌خانم» (۱۳۵۲، نویسنده و کارگردان: بیژن مفید، ناشر: مؤسسه فرهنگی-هنری ماهور) در نقش سوسک مادر
- «شازده کوچولو» (نویسنده: آنتوان دو سنت-اگزوپری، ترجمه و تنظیم: ایرج گرگین، ناشر: مؤسسه فرهنگی-هنری ماهور) در نقش روباه